# Jacqueline Kennedy Onassis Reservoir
Pour les articles homonymes, voir Réservoir.
Le Jacqueline Kennedy Onassis Reservoir, généralement appelé le Reservoir, est le plus vaste plan d'eau de Central Park, à Manhattan, New York, États-Unis. Il s'étend sur pratiquement toute la largeur du parc, et de la 86° à la 96° rue du sud au nord.

## Histoire
Le Reservoir fut construit entre 1858 et 1862. Comme son nom l'indique, il servait à recueillir l'eau en provenance de l'aqueduc de Croton, avant qu'elle ne fût distribuée dans Manhattan. Depuis 1991 et l'entrée en fonction d'une nouvelle canalisation, il ne remplit plus cette fonction.
En 1994, le Reservoir a été rebaptisé « Jacqueline Kennedy Onassis Reservoir » en l'honneur de Jacqueline Kennedy-Onassis, femme du 35e président américain John Fitzgerald Kennedy, qui vivait à proximité.  
Des travaux de réhabilitation se terminèrent fin 2003, par la pose d'une nouvelle clôture en acier avec des ornementations en fonte, fidèle à la clôture d'origine qui était en place de 1864 à 1926. 

## Dimensions
Le périmètre du Reservoir mesure 1,58 mile, c'est-à-dire 2,54 km. Le plan d'eau s'étend sur une surface de 43 hectares (106 acres). Sa profondeur maximale atteint plus de 12 mètres (40 pieds). Il contient plus de 3,75 millions de mètres cubes d'eau (plus d'un milliard de gallons), soit l'équivalent de plus de 3 000 piscines olympiques.

## Un espace de loisir
Le Reservoir offre des panoramas remarquables sur Central Park West et la 5e avenue. 
La piste du réservoir est appropriée pour les promenades et le jogging. Elle est enjambée par trois ponts en fonte pour piétons, dont le n° 28, plus communément appelé « pont gothique » à cause des courbes de ses ferronneries qui rappellent l'architecture d'une église gothique. 
Cette piste est également très prisée par les ornithologues amateurs, qui ont pu repérer plus de vingt espèces d'oiseaux aquatiques. Ces observations sont plus particulièrement nombreuses l'hiver, les autres points d'observation étant moins actifs.

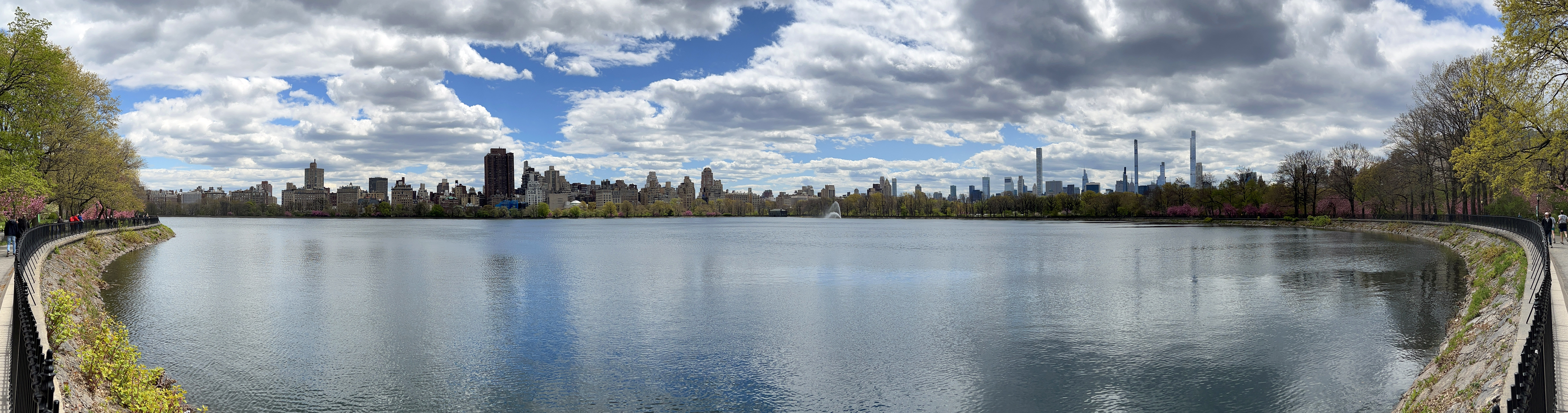
Panorama offert par le Réservoir

Au printemps, les cerisiers présents autour du parcours sont en fleurs. Certains de ces cerisiers sont parmi les plus vieux arbres d'ornement du parc, quelques-uns provenant d'un don fait par le Japon en 1912.

## À l'écran
Le Réservoir est visible dans plusieurs œuvres audiovisuelles de fiction :
Cinéma
- Diamants sur canapé (1961)
- Marathon Man (1976)[3],[4]
- Hannah et ses sœurs (1986)[3]
- Léon (1994) (plan d'ouverture)
- L'Associé du diable (1997)[3]
- Sex and the City, le film (2008)[3]

Séries télévisées
- Gossip Girl (2007–2012)
- The Boys (2019)